# Reformierte Kirche Mathon

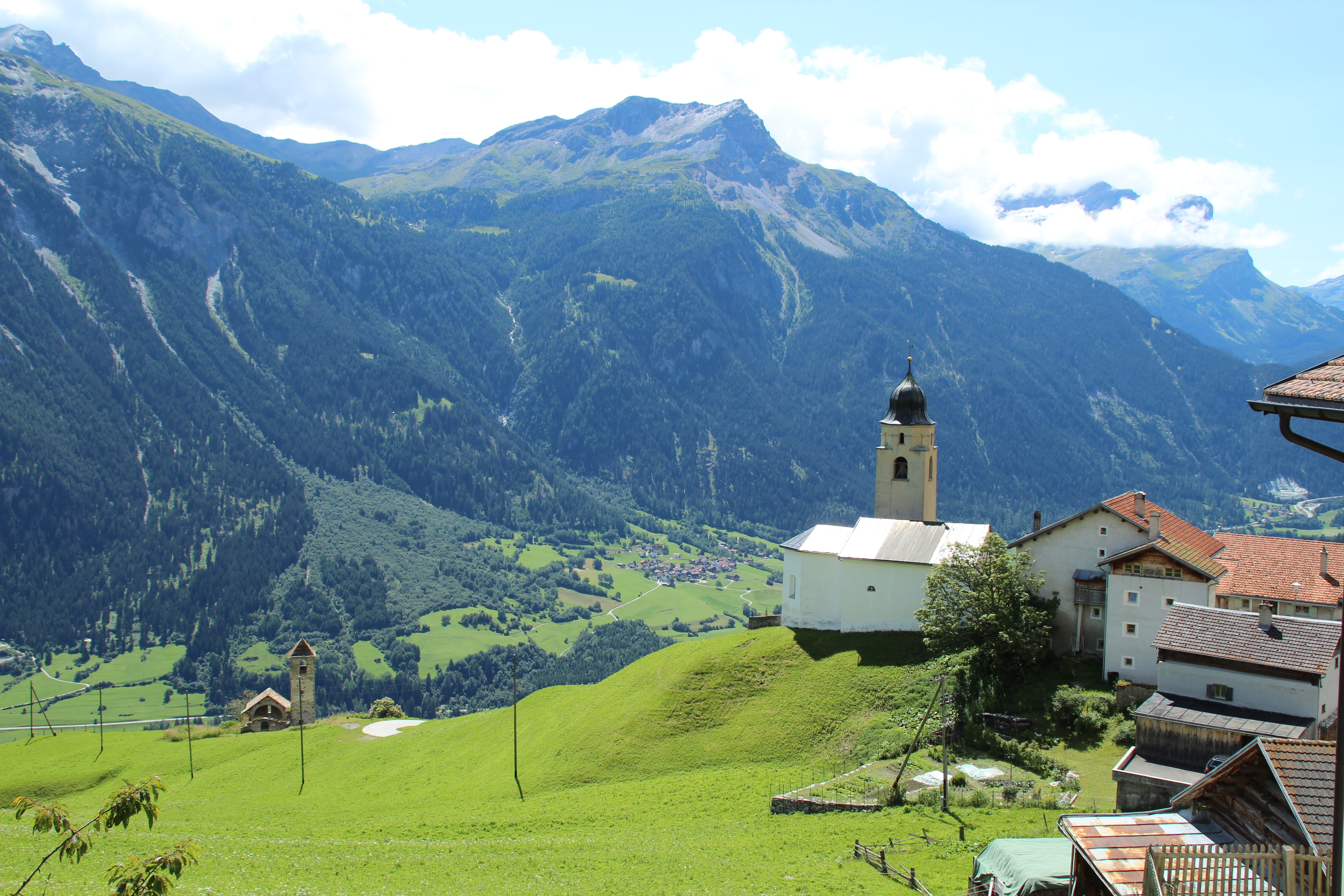
Reformierte Kirche Mathon, links unten die Ruinen der Antoniuskirche Mathon

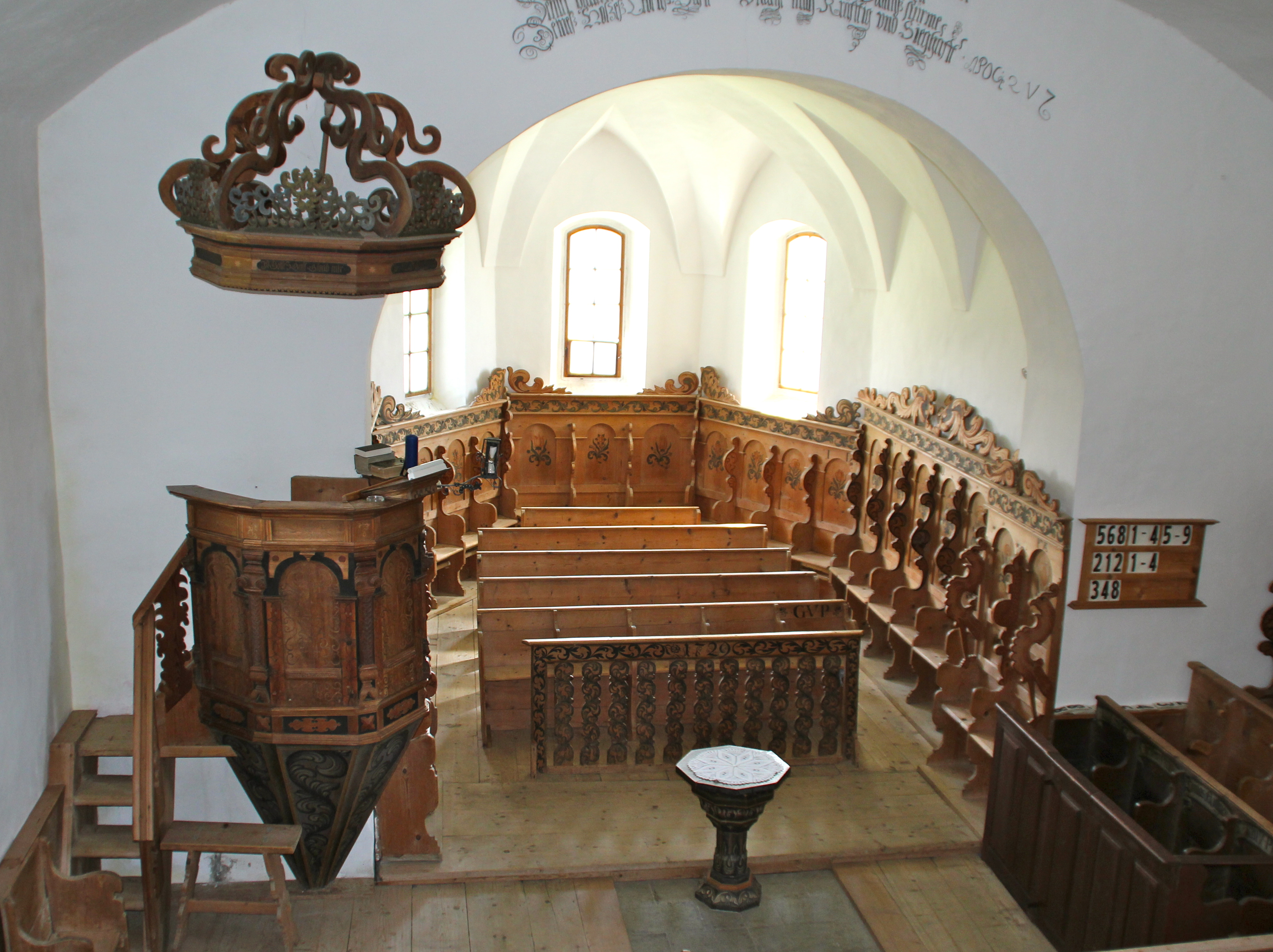
Chor

Die reformierte Kirche in Mathon am Schamserberg in der Gemeinde Muntogna da Schons ist ein evangelisch-reformiertes Gotteshaus unter dem Denkmalschutz des Kantons Graubünden.

## Geschichte und Ausstattung
Ersturkundlich bezeugt ist eine Kirche in Mathon bereits 831. Der heutige Bau wurde 1728 errichtet. Eine Glocke stammt aus der Zeit der Reformation zu Beginn des 16. Jahrhunderts. 
Die mit Bauernmalerei verzierte Orgel, ursprünglich in der Kirche Surava im Einsatz, wurde 1822 eingebaut, womit Mathon für mehr als ein Jahrhundert die einzige Schamser Talkirche mit eigener Orgel wurde. Im Zentrum des Kircheninneren steht ein Taufstein, der zugleich als Abendmahlstisch benutzt wird. Die Kanzel fällt durch einen besonders kunstvoll geschnitzten Schalldeckel auf.

## Kirchliche Organisation
Die Evangelisch-reformierte Landeskirche Graubünden führt Mathon als Teil der Kirchgemeinde Zillis/Schamserberg.

## Galerie

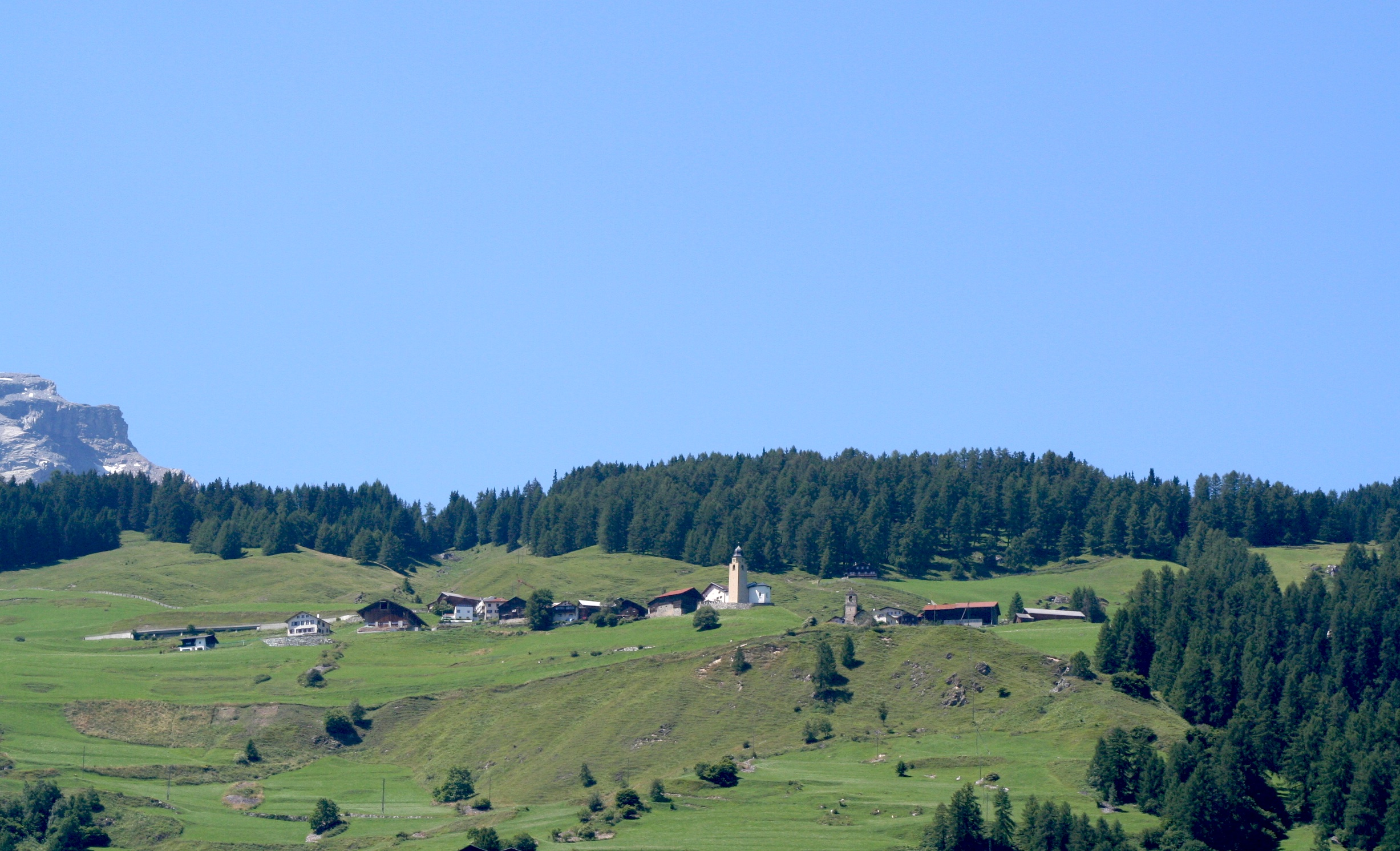
Die landschaftsprägende Kirche von Mathon
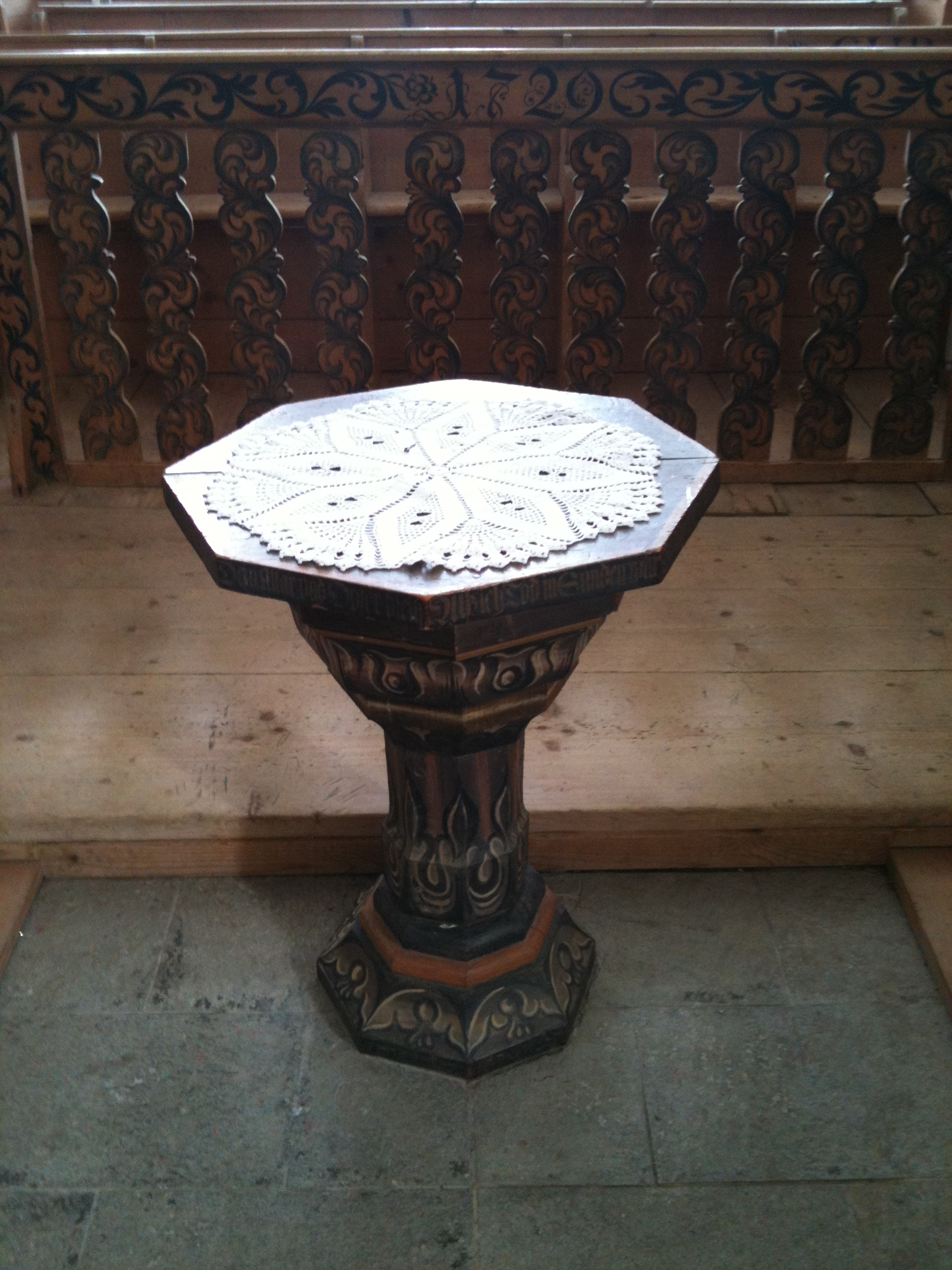
Tauftisch
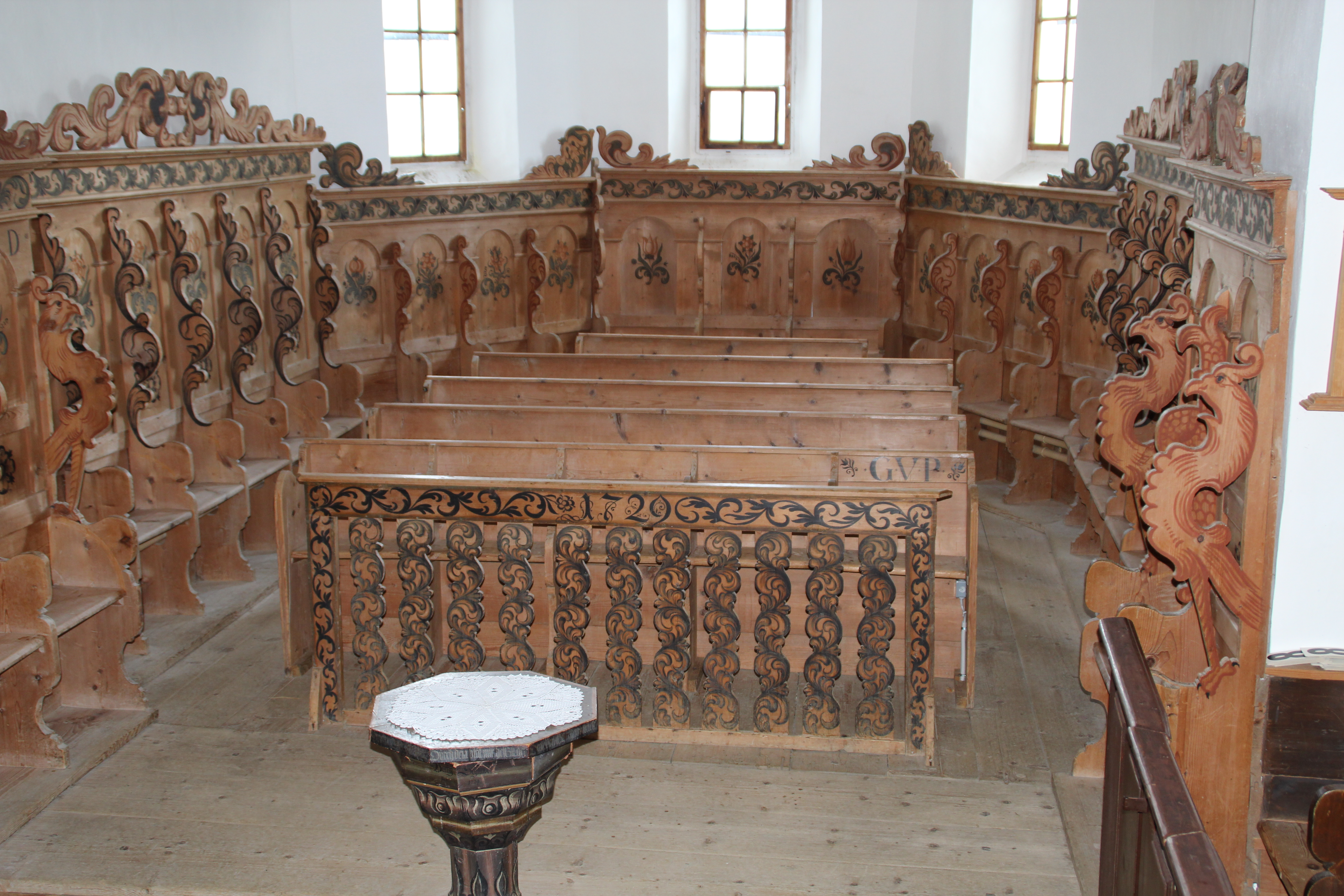
Chorgestühl
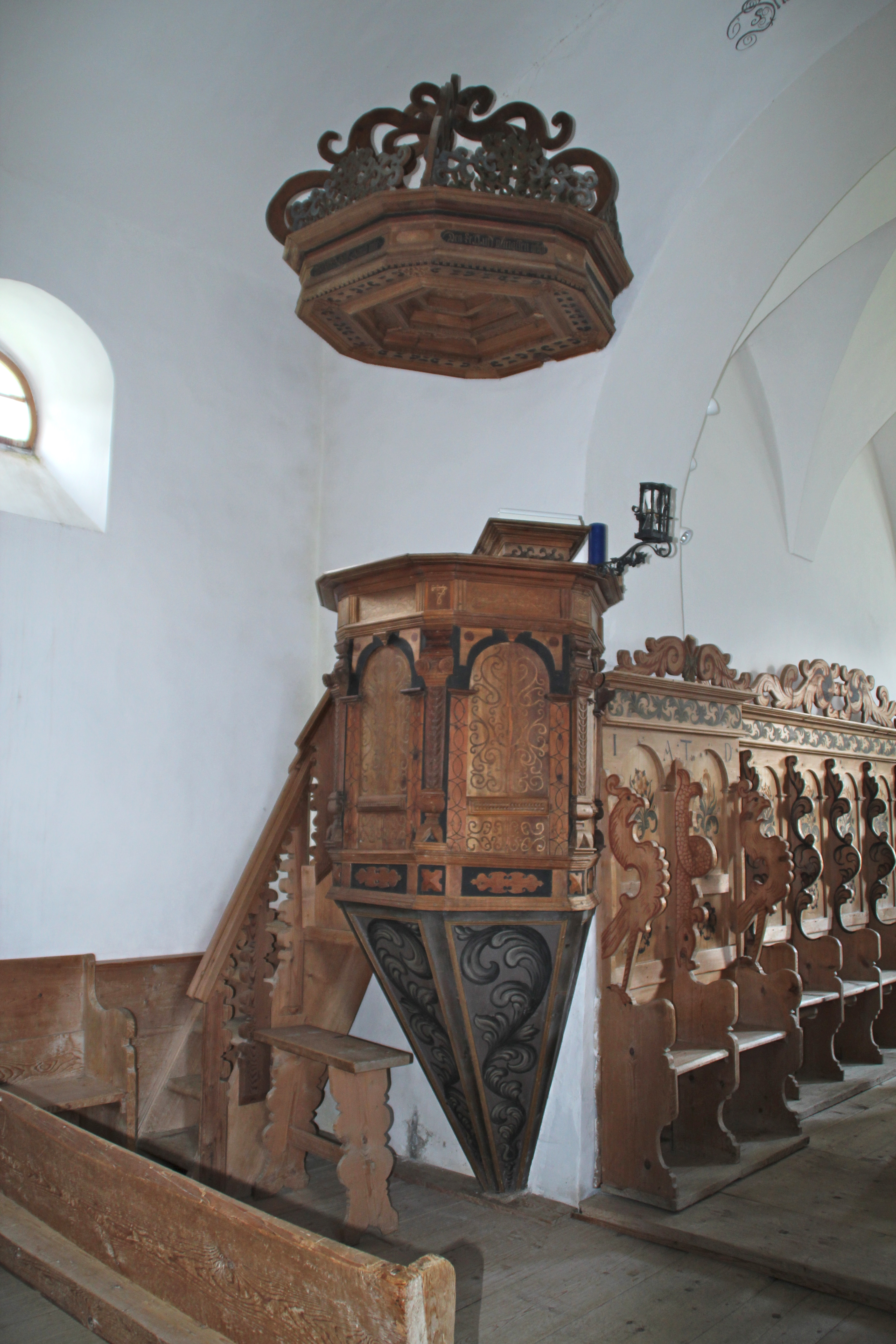
Kanzel
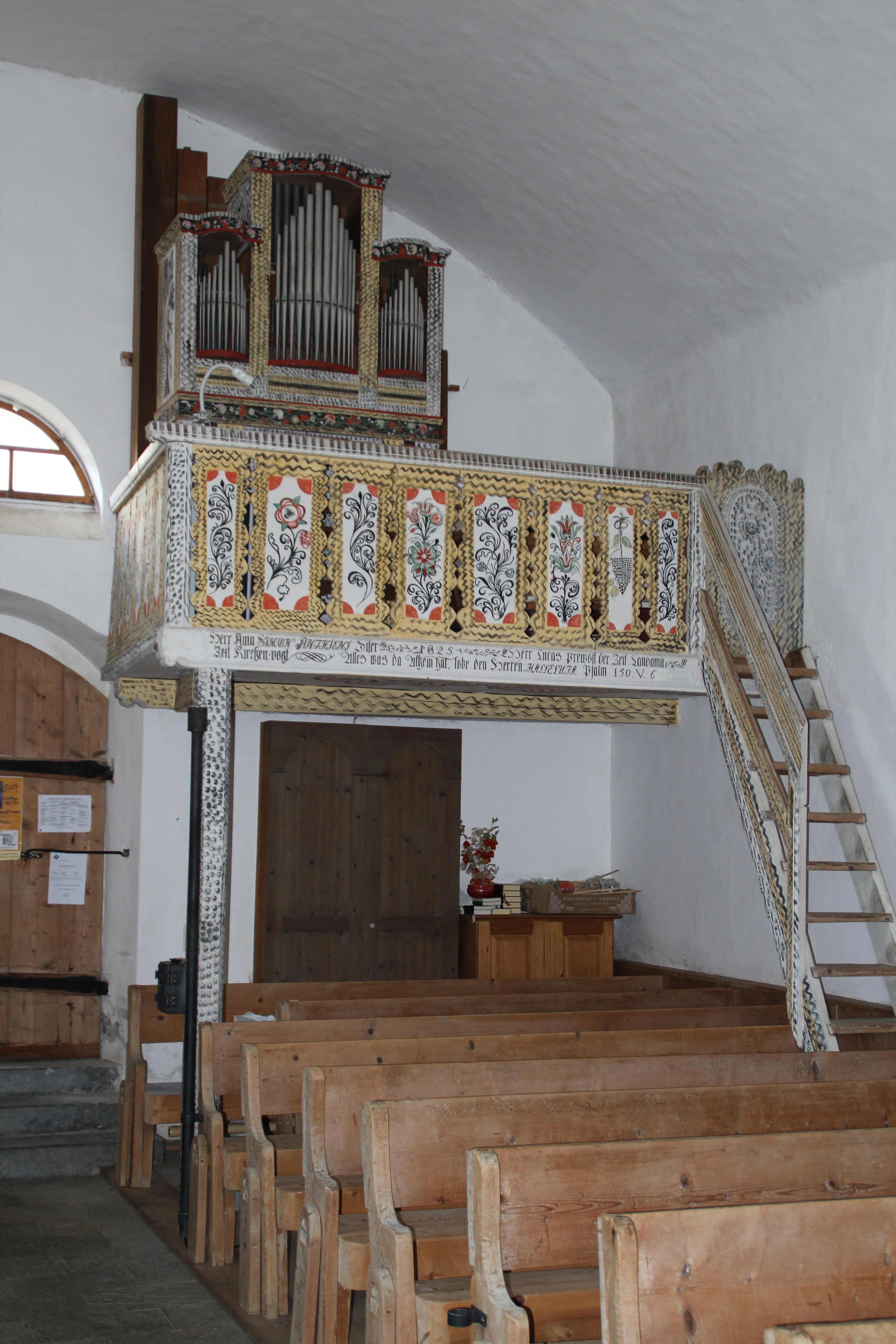
Empore und Orgel